# セルヒー・コルニチュク
セルヒー・ペトロヴィチ・コルニチュク (ウクライナ語: Корнійчук Сергій Петрович) は、ウクライナの軍人。2020年3月27日から2021年7月28日までウクライナ軍参謀総長を務めた。

## 経歴
1982年にフメリニツキー高等砲兵指揮学校に入学し、砲兵として卒業した。1986年、ドイツ駐留ソ連軍砲兵師団の自走砲中隊の消防小隊指揮官として勤務を開始した。1997年から1999 年にかけて、ウクライナ国防アカデミーに入学し作戦戦術を学ぶ。卒業後は第26砲兵師団副師団長、ボフダン・フメリニツキー勲章第11独立親衛赤旗砲兵旅団長などを歴任。2011年にウクライナ国防大学を卒業し、作戦戦略の教育を受けた。2014年から2015年3月まで、ウクライナ軍の軍備部長、2015年から2017年まで、主任技術支援検査官を務めた。
2015年10月14日、少将に昇進。
2019年5月3日、中将に昇進。同年5月、参謀次長に任命された。
2020年3月27日、ウクライナ軍参謀総長に任命された。
2021年7月28日、ウクライナ軍参謀総長を解任された。
キーウの戦い中、コルニチュクはキエフ市軍政局参謀長を務めた。